# 周玉蓮
周玉蓮（英語：Leanne Nyuk Lian Choo，1991年6月5日—），澳洲華裔女子羽毛球運動員。

## 簡歷
2010年，周玉蓮初次與雷努加·韦兰合作雙打，年內即代表澳洲參加英聯邦運動會羽毛球比賽女雙項目，最終打進八強。
2011年，周玉蓮決定從出生地阿德萊德搬到墨爾本居住，以便參與國家隊的訓練。2012年，周玉蓮與雷努加·韦兰合作贏得大洋洲羽毛球錦標賽女子雙打冠軍，並以世界排名第35位的成績取得倫敦奧運的參賽資格。

### 2016年里约奥运
2016年8月， 周玉蓮代表澳大利亚出戰巴西里約熱內盧舉行的奥林匹克运动会羽毛球比賽混合双打項目，與罗宾·米德尔顿以16號種子身分出戰。在小組賽階段中，连续三场落败于印尼的通托维·艾哈迈德/利利亚纳·纳西尔、马来西亚的陳炳順/吳柳螢和泰国的博丁·伊沙拉/沙威丽·阿米达拜，最终未能以小组资格出线。

## 主要比賽成績
只列出曾進入準決賽的國際賽事成績：
| 年份   | 賽事                         | 公開賽級別 | 項目     | 拍檔            | 成績   |
| ------ | ---------------------------- | ---------- | -------- | --------------- | ------ |
| 2011年 | 奧地利羽毛球國際挑戰賽       | 國際挑戰賽 | 女子雙打 | 雷努加·韦兰     | 準決賽 |
| 2011年 | 紐西蘭羽毛球國際挑戰賽       | 國際挑戰賽 | 女子雙打 | 雷努加·韦兰     | 準決賽 |
| 2011年 | 巴西羽毛球國際賽             | 國際挑戰賽 | 女子雙打 | 雷努加·韦兰     | 準決賽 |
| 2011年 | 巴西羽毛球國際賽             | 國際挑戰賽 | 混合雙打 | 格伦·沃夫       | 亞軍   |
| 2012年 | 大溪地羽毛球國際挑戰賽       | 國際挑戰賽 | 混合雙打 | 格伦·沃夫       | 準決賽 |
| 2014年 | 奧克蘭羽毛球國際賽           | 國際系列賽 | 女子雙打 | 格罗娅·萨莫维尔 | 亞軍   |
| 2015年 | 大洋洲羽毛球錦標賽           | 其他       | 女子雙打 | 格罗娅·萨莫维尔 | 冠軍   |
| 2015年 | 大洋洲羽毛球錦標賽           | 其他       | 混合雙打 | 罗宾·米德尔顿   | 冠軍   |
| 2015年 | 斯里蘭卡羽毛球國際挑戰賽     | 國際挑戰賽 | 混合雙打 | 罗宾·米德尔顿   | 亞軍   |
| 2015年 | 瑪利拜朗羽毛球國際賽         | 國際系列賽 | 混合雙打 | 罗宾·米德尔顿   | 冠軍   |
| 2015年 | 雪梨羽毛球國際賽             | 國際挑戰賽 | 混合雙打 | 罗宾·米德尔顿   | 冠軍   |
| 2015年 | 瑞士羽毛球國際賽             | 國際挑戰賽 | 女子雙打 | 纳迪亚·范克豪泽 | 準決賽 |
| 2016年 | 大洋洲羽毛球混合團體錦標賽   | 其他       | 混合團體 | －              | 冠軍   |
| 2016年 | 大洋洲羽毛球男女子團體錦標賽 | 其他       | 女子團體 | －              | 冠軍   |
| 2016年 | 巴西羽毛球國際賽             | 國際系列賽 | 女子雙打 | 雷切尔·洪德里克 | 準決賽 |
| 2016年 | 巴西羽毛球國際賽             | 國際系列賽 | 混合雙打 | 罗宾·米德尔顿   | 準決賽 |
| 2016年 | 大洋洲羽毛球錦標賽           | 其他       | 混合雙打 | 罗宾·米德尔顿   | 冠軍   |
| 2016年 | 加拿大羽毛球大獎賽           | 大獎賽     | 女子雙打 | 雷切尔·洪德里克 | 準決賽 |
| 2016年 | 加拿大羽毛球大獎賽           | 大獎賽     | 混合雙打 | 罗宾·米德尔顿   | 準決賽 |
| 2016年 | 美國羽毛球黃金大獎賽         | 黃金大獎賽 | 混合雙打 | 罗宾·米德尔顿   | 準決賽 |
| 2017年 | 牙買加羽毛球國際賽           | 國際系列賽 | 女子雙打 | 雷切尔·洪德里克 | 冠軍   |
| 2017年 | 美國羽毛球國際挑戰賽         | 國際挑戰賽 | 女子雙打 | 雷努加·韋蘭     | 亞軍   |
| 2018年 | 北港羽毛球國際賽             | 未來系列賽 | 女子雙打 | 雷努加·韦兰     | 冠軍   |
| 2018年 | 大洋洲羽毛球男女子團體錦標賽 | 其他       | 女子團體 | －              | 冠軍   |
| 2018年 | 大洋洲羽毛球錦標賽           | 其他       | 女子雙打 | 雷努加·韦兰     | 亞軍   |
| 2018年 | 大洋洲羽毛球錦標賽           | 其他       | 混合雙打 | 曹善凱          | 亞軍   |

| 2007-2017年 | 首要超級賽 | 超級賽 | 黃金大獎賽 | 大獎賽 | 國際挑戰賽 | 國際系列賽 | 未來系列賽 | 其他 |

| 2018-2026年 | 總決賽 | 超級1000賽 | 超級750賽 | 超級500賽 | 超級300賽 | 超級100賽 | 國際挑戰賽 | 國際系列賽 | 未來系列賽 | 其他 |

### 奧運會和世錦賽參賽紀錄
|          | 搭檔          | 2011 | 2012 | 2013 | 2014 | 2015 | 2016       |
| -------- | ------------- | ---- | ---- | ---- | ---- | ---- | ---------- |
| 女子雙打 | 雷努加·韦兰   | 32強 | 8強  | －   | －   | －   | －         |
|          |               |      |      |      |      |      |            |
| 混合雙打 | 罗宾·米德尔顿 | －   | －   | －   | －   | 32強 | 小組第四名 |